# Stefania Stanisławska
Stefania Stanisławska (ur. 1920) – polska historyk, badacz dziejów najnowszych i historii dyplomacji.

## Życiorys
Doktorat i habilitacja na Wydziale Historyczno-Socjologicznym w Wyższej Szkole Nauk Społecznych przy KC PZPR (rozprawa habilitacyjna w 1964 - Polska a Monachium). Była pracownikiem Katedry Historii Powszechnej i Stosunków Międzynarodowych Wyższej Szkole Nauk Społecznych przy KC PZPR i Polskiego Instytutu Spraw Międzynarodowych. Zajmowała się historią dyplomacji polskiej w okresie dwudziestolecia międzywojennego. Po wydarzeniach marcowych została zwolniona z pracy i zmuszona do emigracji. Zamieszkała w Stanach Zjednoczonych. 

## Wybrane publikacje
- Polska wobec "kryzysu majowego" w Czechosłowacji (1938 r.), Warszawa: "Książka i Wiedza" 1960.
- Wielka i mała polityka Józefa Becka, Warszawa: Polski Instytut Spraw Międzynarodowych 1962.
- Korespondencja w sprawie konfederacji polsko-czechosłowackiej w latach 1940–1943, wyd. S. Stanisławska, "Studia z najnowszych dziejów powszechnych", t. 4, Warszawa 1963.
- Sprawa polska w czasie drugiej wojny światowej na arenie międzynarodowej: zbiór dokumentów, red. nauk. Stefania Stanisławska, Warszawa: Państwowe Wydawnictwo Naukowe 1965 (wyd. 2 - 1966).
- Polska a Monachium, Warszawa: "Książka i Wiedza" 1967.
- Soviet policy toward Poland 1926-1939, "The Polish Review" 20 (1975), z. 1, s. 30-39 .